# .today
.today est un domaine Internet de premier niveau générique non-restreint.
Ce domaine est destiné aux individus, aux organisations et aux compagnies qui dépendent de la mise à jour fréquente de leur site pour leur survie incluant les journalistes, les agences de presse, promoteurs d'événements, les annonceurs qui se spécialisent dans des promotions quotidiennes, les blogues de mode, les fournisseurs de contenu et les blogues d'entreprise.
Bien que ce domaine soit destiné aux individus, aux organisations et aux compagnies qui dépendent de la mise à jour fréquente de leur site pour leur survie, il est ouvert à tous sans restrictions.

## Historique
Le domaine .today a été créé en 2014.

## Statistiques d'usage
En janvier 2025, environ 558 000 domaines utilisent l'extension .today.